# Huambi
Huambi ist eine Ortschaft und eine Parroquia rural („ländliches Kirchspiel“) im Kanton Sucúa der ecuadorianischen Provinz Morona Santiago. Die Parroquia besitzt eine Fläche von 161,5 km². Die Einwohnerzahl lag im Jahr 2010 bei 2891. Die Parroquia wurde am 17. Juli 1941 gegründet.

## Lage
Die Parroquia Huambi liegt am Ostrand der Anden. Der Río Upano durchquert das Gebiet in südlicher Richtung. Die Parroquia reicht von der Cordillera Real im Westen bis zur Cordillera de Kutukú im Osten. Der Hauptort Huambi befindet sich 8,5 km südlich vom Kantonshauptort Sucúa sowie 26 km südlich von der Provinzhauptstadt Macas. Der Río Upano fließt östlich an Huambi vorbei. Die Fernstraße E45 (Zamora–Macas) führt an Huambi vorbei.
Die Parroquia Huambi grenzt im Norden an die Parroquias Asunción und Sucúa, im Osten an die Parroquia Sevilla Don Bosco (Kanton Morona), im Süden an die Parroquias Shimpis und Logroño (beide im Kanton Logroño) sowie im Südwesten und im äußersten Westen an die Parroquias San Francisco de Chinimbimi, Tayuza und Santiago de Méndez (alle drei im Kanton Santiago).